# Andover & District Saturday Football League
Andover & District Saturday Football League är en engelsk fotbollsliga baserad runt Andover. Den har bara en division, kallad Division One, och ligger på nivå 13 i det engelska ligasystemet.
Ligan är en matarliga till Hampshire Premier Football League.